# Teloyo
Teloyo is een bestuurslaag in het regentschap Klaten van de provincie Midden-Java, Indonesië. Teloyo telt 4227 inwoners (volkstelling 2010).